# Coronis (filla de Coroneu)
D'acord amb la mitologia grega, Coronis (en grec antic Κορωνίς) va ser una princesa focea, filla de Coroneu.
Les tradicions sobre ella la relacionen amb les cornelles. Per escapar de l'assetjament de Posidó, que l'estimava, va demanar ajut als déus. Atena la va transformar en cornella.